# 山本剛 (ラグビー選手)
山本 剛（やまもと たけし、1978年5月19日 - ）は、日本の元ラグビー選手。

## プロフィール
- 滋賀県出身。
- ポジションはセンター(CTB)。
- 身長 178cm、体重 78kg
- 日本Ａ代表に選ばれたことがある[1]。

## 略歴
1997年、八幡工業高校卒業後、帝京大学に入る。
2000年、帝京大学ラグビー部の主将に就任した。
2001年、帝京大学卒業後、トヨタ自動車ヴェルブリッツに加入。
2009年、現役を引退した。